# علی احمد الکواری
علی بن احمد الکواری یک سیاستمدار قطری است که از اکتبر ۲۰۲۱ به عنوان وزیر دارایی خدمت کرده‌است. وی قبلاً از نوامبر ۲۰۱۸ تا اکتبر ۲۰۲۱ به عنوان وزیر بازرگانی و صنعت و از مه تا اکتبر ۲۰۲۱ سرپرست وزارت دارایی قطر بوده‌است. وی پیشتر مدیر ارشد کسب و کار بانک ملی قطر بود و در حال حاضر نایب رئیس بورس قطر است. الکواری دارای مدرکم کارشناسی ارشد علوم در سیستم‌های اطلاعات مدیریت از دانشگاه سیاتل پاسیفیک است.